# Дубровский, Александр Михайлович
Алекса́ндр Миха́йлович Дубро́вский (род. 7 сентября 1948, Брянск) — советский и российский историк, историограф. Доктор исторических наук (2005), профессор кафедры отечественной истории Брянского государственного университета им. академика И. Г. Петровского, где трудится с 1979 г.

## Биография
Родился в семье преподавателей Брянского машиностроительного института. Закончив одиннадцатилетку, в 1966 г. поступил на историко-филологический факультет Орловского педагогического института, окончил его в 1970 г. С того же года работал учителем. В 1972-73 гг. служил в армии. После чего по 1976 г. преподавал в Брянском техникуме советской торговли. В том же году поступил в аспирантуру при кафедре истории СССР Университета Дружбы народов (научный руководитель — профессор Е. В. Чистякова). В 1980 году защитил кандидатскую диссертацию «Проблемы социально-экономической истории России ХVI-ХVII вв. в трудах С. В. Бахрушина». В 2005 г. в Институте истории РАН в Санкт-Петербурге защитил докторскую диссертацию «Формирование концепции истории феодальной России: историческая наука в контексте политики и идеологии (1930—1950 гг.)». Доцент (1985).

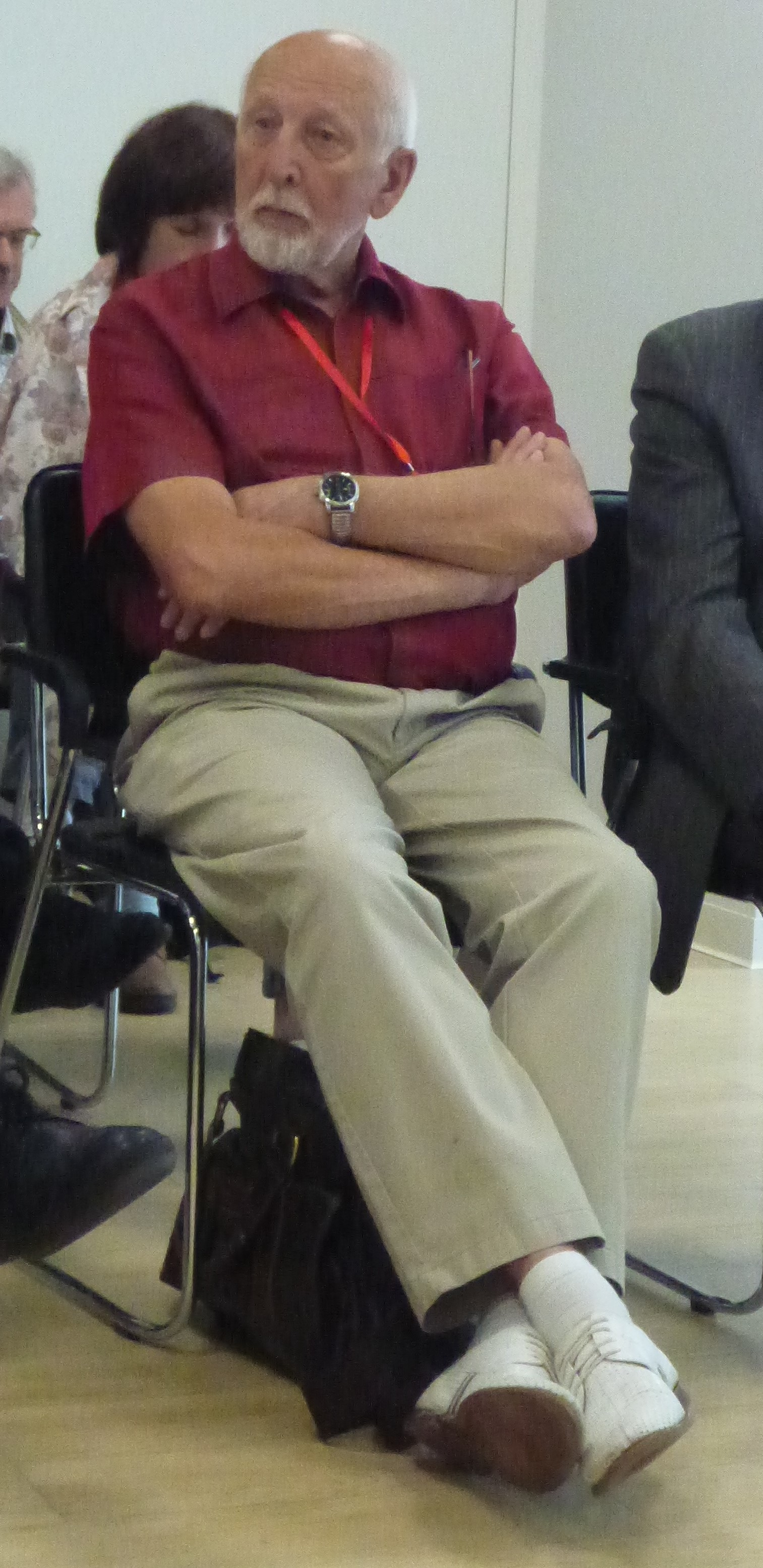
Александр Дубровский в Ельцин-центре, 24 июня 2022 года

Автор работ о советских историках 1930—1950-х годов, в частности монографии «Историк и власть: историческая наука в СССР и концепция истории феодальной России в контексте политики и идеологии (1930—1950-е годы)» (Брянск, 2005). Публиковался в изданиях «Отечественная история», «Украинский исторический журнал», «Europe-Asia Studies», «Нева» и др.
- История российской торговли : учебное пособие / А. М. Дубровский. — Брянск : Ладомир, 2011. — 355 с.
- Отечественная война 1812 года и брянский край / А. М. Дубровский, Н. Я. Геец. — Брянск, 2013. — 188 с.
- Степан Борисович Веселовский. Интеллектуальная биография (1876—1952 гг.) — Брянск: Курсив, 2015. — 104 с.
- Власть и историческая мысль в СССР (1930—1950-е гг.) — М.: Политическая энциклопедия, 2017. — 622 с. («Одно из крупнейших исследований взаимодействия историков с партийной элитой страны в сталинскую эпоху, в котором автор детально реконструирует обстановку работы научно-исторической корпорации в 1930—1950-е гг. в условиях идейно-политического поворота»[6])